# David Reyes
Pour les articles homonymes, voir Reyes.
 (mai 2021).
David Reyes, né le 6 janvier 1981 à Verviers, est un compositeur belge composant principalement de la musique de film.

## Biographie
Bercé par la musique depuis la naissance et formé au violoncelle, David Reyes développe assez tôt un intérêt pour la musique orchestrale, grâce à la pratique au sein de différents ensembles, mais aussi par l’écoute et la lecture de nombreuses œuvres.
Il suit une formation de réalisateur à l'IAD (Louvain-la-Neuve, Belgique), dont il sort diplômé en 2003 avec le court métrage en 35 mm « Je hais la musique ! »… et un mémoire sur la musique de film.
À la fin de ses études de cinéma, il quitte la Belgique pour la France afin de se perfectionner auprès de Patrice Mestral à l’École normale de musique de Paris, dont il sort diplômé en composition de musique de film avec les félicitations du jury. Il élargit également ses connaissances en suivant une formation en composition électroacoustique au GRM avec Régis Renouard-Larivière et Christian Eloy.
Primé pour ses œuvres, notamment au Festival mondial de l'image sous-marine (Antibes, France) en 1999, 2000 et 2001, il a également bénéficié des précieux conseils des compositeurs (Laurent Petitgirard, Philippe Rombi, Gabriel Yared…) lors de diverses rencontres et masterclasses.
Après avoir composé pour une quarantaine de courts-métrages, il signe son premier long format professionnel en 2006 avec la musique du docu-fiction « Paris 2011 - La Grande Inondation »; suivront au cours des années de nombreux documentaires comme «Sauvages, au cœur des zoos humains», «Héroïques», «La France Sauvage», « Lascaux le Ciel des Premiers Hommes » ou encore des séries comme «Les 100 Lieux Qu’il Faut Voir» ou «Tous les Parfums du Monde». Il a également mis en musique des téléfilms comme «Facteur Chance», «Le Pot de Colle» ou «Les Enfants du secret».
En 2007 il compose et orchestre la majeure partie de la musique du film Le Renard et l'Enfant de Luc Jacquet.
Son deuxième long métrage de cinéma en tant que compositeur, "Min Ye" de Souleymane Cissé, est présenté (hors compétition) au Festival de Cannes 2009. Il compose également la musique du téléfilm "Facteur chance" de Julien Seri pour TF1.
En 2010, il est membre du jury fiction au FIPA et compose pour divers films et documentaires, dont la série des "Enquêtes Extraordinaires".
En 2011 est sorti "Derrière les murs" de Julien Lacombe et Pascal Sid, qui est le premier film français tourné en 3D relief et mixé en 7.1.
En 2013 il accompagne les premiers pas de Dave au cinéma avec la musique de "Une chanson pour ma mère" de Joël Franka, et signe la partition du film kurdo-germano-norvégien "Before Snowfall" qui remporte le Dragon Award au Festival international du film de Göteborg. Il retrouve ce réalisateur pour son film suivant "Letter to the King".
Il a également signé la musique de "Alésia le Rêve d'un Roi Nu" présenté en permanence au MuséoParc Alésia, ainsi que la musique du nouveau Musée de la bataille de Fromelles.
En 2015 il crée une classe de composition de musique de film à l’IMEP (Namur, Belgique) où il enseigne jusque 2020.
2018 marque son retour au cinéma avec la musique de «Un jour ça ira» de Stan et Edouard Zambeaux. Il compose également pour sa première série télévisée: «Les Rivières Pourpres» (4 saisons à ce jour).
En 2019 il compose pour son premier film d'animation: "L'Odyssée de Choum". Il donne également une seconde vie à ce film en créant la version concert en 2022 avec le No Limit Orchestra.
En 2022 il entre dans l'univers du jeu vidéo en écrivant notamment la musique du jeu "Agni" (studio Les Canards Boiteux).
David Reyes est Sociétaire Définitif à la SACEM, membre de l’ADAMI, de l’UCMF et de la BSCG..

## Filmographie sélective (compositeur)

### Longs métrages cinéma
- Le Renard et l'Enfant (2007), de Luc Jacquet
- Min Yé (2009), de Souleymane Cissé
- Derrière les murs (2011), de Julien Lacombe et Pascal Sid
- Before Snowfall (2013), de Hisham Zaman
- Une chanson pour ma mère (2013), de Joël Franka
- Letter to the King (2014), de Hisham Zaman
- Un jour ça ira (2018), de Stan et Edouard Zambeaux
- Lettres ouvertes (2023), de Katharine Dominicé

### Longs métrages télévision
- Paris 2011, La Grande Inondation (2006), de Bruno Victor-Pujebet
- Facteur chance (2009), de Julien Seri
- Le Pot de colle (2010), de Julien Seri
- Les Enfants du secret (2018), de David Morley

### Films d'animation
- L'Odyssée de Choum (2019), de Julien Bisaro

### Séries télévisées
- Les Rivières Pourpres (depuis 2018), créée par Jean-Christophe Grangé, réalisée par Ivan Fegyveres, Olivier Barma, Julius Berg, Manuel Boursinhac

### Documentaires
Nombreux documentaires parmi lesquels:
- Les Requins-baleines de Ningaloo Reef (1999), de Jérôme Mallefet
- Ile aux Tortues (2001), de Jérôme Mallefet
- Les Superpouvoirs de la taupe (2007), de Pierre Bressiant
- Lascaux le ciel des premiers hommes (2007), de Stéphane Bégoin
- Enquêtes Extraordinaires (2010), série documentaire présentée par Stéphane Allix
- La Montagne magique, sur les chemins du Kailash (2011), de Florence Tran & Simon Allix
- La France Sauvage (2012), de Frédéric Febvre et Augustin Viatte
- Les 100 Lieux qu'il faut voir (2014 - ), série documentaire en plusieurs saisons de dix épisodes
- Jusqu'au bout du monde (2015), de Guy Beauché
- Tous les Parfums du Monde (2016), série documentaire en cinq épisodes
- Les Américains dans la Grande Guerre: 1917-1918 (2017) de Stéphane Begoin et Thomas Marlier
- Sauvages, au cœur des zoos humains (2018), de Bruno Victor-Pujebet et Pascal Blanchard
- Héroïques (2018), de Guy Beauché

### Courts métrages
Nombreux courts métrages parmi lesquels:
- Je hais la musique ! (2003), de David Reyes
- Barnabé et moi (2006), de Constance Stalla
- I Love You (2008), de Benjamin Busnel
- Légende de sang (2009), de Julien Seri
- La réparation (2010), de Julien Boustani et Cécilia Ramos
- La Ville Est Calme (2012), de Alexandre Labarussiat
- Le Grand Combat (2012), de Jean-Nicolas Rivat
- Chienne de Vie (2015), de Cyril Ferment
- Traces (2018), de Sébastien Pins
- Quand les Hirondelles s'en vont (2021), de Sébastien Pins

### Divers
- Alésia le Rêve d'un Roi Nu (2012), de Christian Boustani et Gilles Boustani (MuséoParc Alésia)
- La Bataille de Fromelles (2014[Lequel ?]), de Christian Boustani (Musée de la bataille de Fromelles)
- 1415 Azincourt (Musée de la Bataille d'Azincourt)
- Nombreuses pièces de concert parmi lesquelles: "Danse des crabes", "Le Chant de l'Océan", "La Voix des Mers", "Valse de Seine", "Navajo Spirit", "En Tandem", "VéloCités"...